# Seru di Ararat

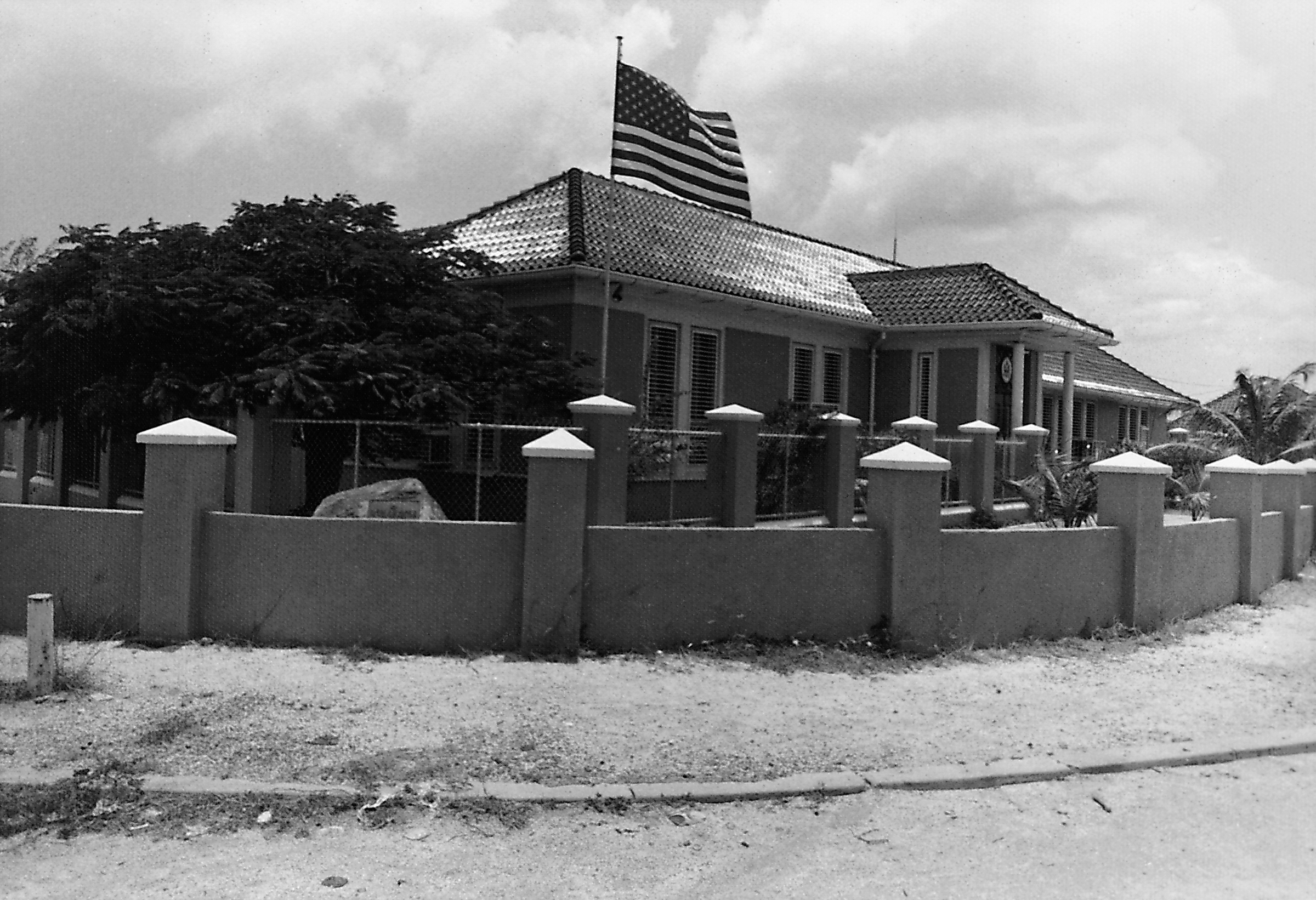
Het Roosevelthuis waar het Amerikaanse consulaat in Curaçao kantoor houdt (1982)

Seru di Ararat is een heuvel in Willemstad, Curaçao.
De heuvel kan men goed zien in de wijken Waaigat en Scharloo. Op de heuvel staat een Mariabeeld en de studio van TeleCuraçao, maar ook voor het eiland prominente woningen en kantoren, zoals het F.D. Roosevelt-huis en het Simón Bolivarhuis, beide een gift van de regering van de Nederlandse Antillen aan het Amerikaanse respectievelijk Venezolaanse consulaat. 